# 加速度
本条目中，向量與标量分別用粗體與斜體顯示。例如，位置向量通常用 {\displaystyle \mathbf {r} \,\!} 表示；而其大小則用 {\displaystyle r\,\!} 來表示。
加速度（英語：Acceleration）是物理学中的一个物理量，是一个矢量，主要应用于经典物理当中，一般用字母{\displaystyle \mathbf {a} }表示，在国际单位制中的单位为米每二次方秒（{\displaystyle \mathrm {m/s^{2}} }）。加速度是速度矢量對于时间的变化率，描述速度的方向和大小变化的快慢。
在经典力学中，牛顿第二定律说明了力和加速度成正比，這定律又稱為「加速度定律」。假設施加於物體的淨外力為零，則加速度為零，速度為常數，由於動量是質量與速度的乘積，所以動量守恆。在電動力學裏，呈加速度運動的帶電粒子會發射电磁辐射。

## 简述
简单地说，速度描述了位置是如何变化的，而加速度描述了速度是如何变化的。比如，水平地向前扔出一个物体，起初它的速度朝向正前，然而由於重力它开始在向前的同时向下坠落，即其速度改变了。这里改变物体速度的主要是地球的重力引起的重力加速度。
加速度具有向量性质，即需要用大小和方向同时描述一个加速度。在光滑水平面上向前运动的物体，如果向左或向右施以力，即给予了不同的加速度，则其速度会发生变化（包含了速率及方向），然而向左的加速度和向右的加速度显然引起了不同的效果。同样，施力的大小不同，引起的加速度不同，最终的结果也不一样，亦可以從向量的加成性來看。作为一个矢量，加速度的叠加和分解分别遵循平行四边形法则和三角形法则。
具體而言，加速度描述的是速度随时间的变化率。需要注意的是，由于速度也是矢量，因此加速度不为零的物体速度的大小（称之为速率）也不一定会发生变化，实际上，如果加速度保持与速度垂直，速度大小就一直不会改变，同时方向一直改变。这种情况在生活中最常见的是圆周运动，比如在被拴在一端固定的线的另一端的一个小物体在线保持绷直时做的运动，又比如带电粒子在仅受静磁场的洛伦兹力{\displaystyle \mathbf {F} =q\mathbf {v} \times \mathbf {B} }时做的运动。

### 直线运动中的平均加速度和瞬时加速度
设质点A呈一維运动，{\displaystyle t}时刻位于{\displaystyle x(t)}处，经过{\displaystyle \Delta t}时间后位于{\displaystyle x(t+\Delta t)}处，则定义质点A在{\displaystyle t}时刻的瞬时速度（简称速度）为
{\displaystyle v(t)=\lim _{\Delta t\to 0}{\frac {x(t+\Delta t)-x(t)}{\Delta t}}={\frac {\mathrm {d} x}{\mathrm {d} t}}}
其中，{\displaystyle {\frac {\mathrm {d} x}{\mathrm {d} t}}}表示位移對时间的一阶导数，在时间-位移图上表现为求斜率。
首先，定义{\displaystyle t}时刻到{\displaystyle t+\Delta t}时刻之间的平均加速度为
{\displaystyle {\bar {a}}={\frac {v(t+\Delta t)-v(t)}{\Delta t}}}
平均加速度粗略地表示了在该段时间内物体速度的变化情况。如果{\displaystyle \Delta t}越小，该段时间内速度的波动就越小，描述的速度变化情况也就越精细，从而定义质点A在{\displaystyle t}时刻的瞬时加速度为
{\displaystyle a(t)=\lim _{\Delta t\to 0}{\frac {v(t+\Delta t)-v(t)}{\Delta t}}={\frac {\mathrm {d} v}{\mathrm {d} t}}={\frac {\mathrm {d^{2}} x}{\mathrm {d} t^{2}}}}
瞬时加速度，简称加速度:21。进而有
{\displaystyle v(t_{1})=\int _{t_{0}}^{t_{1}}a(t)\mathrm {d} t+v(t_{0})}

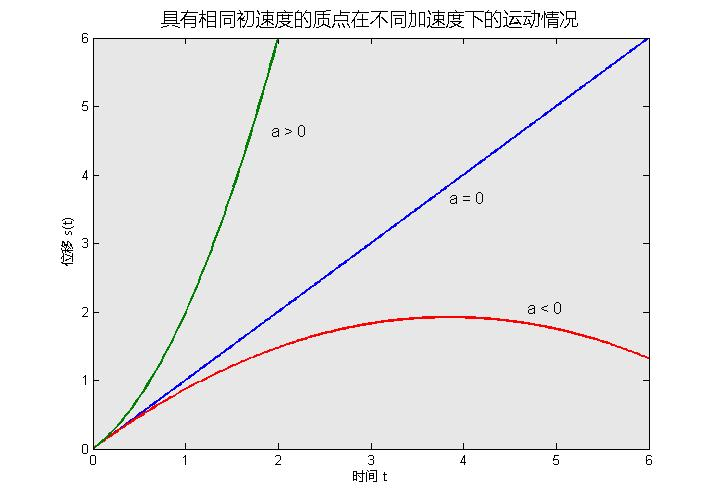
三个质点从坐标原点以相同的速度出发，由于分别拥有正、零、负的加速度而导致其位置和关于时间的曲线。

在直线运动时，矢量約化为带符号的标量，其绝对值表示该物理量的大小。速度为正表示向右，速度为负表示向左（二維空間座標中）。加速度与速度方向相同（即符号相同）时表示物体不断加速，不同则表示物体不断减速。
右图画出了三个质点在{\displaystyle t=0}从坐标原点以相同的速度{\displaystyle v_{0}}出发，由于分别拥有正、零、负的加速度而导致其位置{\displaystyle x}关于时间的曲线。可以将其想象为在光滑桌面上，三个木块以相同初速度，沿斜面向下、沿水平面、沿斜面向上滑行。
在位移-时间图上，加速度由曲线的凹凸性表示，加速度为正的部分表现为凸函数，反之为凹函数，亦可以從微分的角度來分析。

### 曲线运动中的加速度

用两次差分表示如何从位移矢量近似地得到加速度矢量，在數學表示中以粗體或是上方標註箭號為向量。

设质点A在空间中运动，原点O指向A的矢量{\displaystyle \mathbf {r} }为其矢径，则可类似定义其速度矢量和加速度矢量为:24
{\displaystyle \mathbf {v} (t)={\frac {\mathrm {d} \mathbf {r} (t)}{\mathrm {d} t}}}
{\displaystyle \mathbf {a} (t)={\frac {\mathrm {d} \mathbf {v} (t)}{\mathrm {d} t}}={\frac {\mathrm {d^{2}} \mathbf {r} (t)}{\mathrm {d} t^{2}}}}
右图表现的是一个质点沿一曲线运动的轨迹，表示出了两次微分的过程，为了清晰表示，这里使用差分（{\displaystyle \Delta t}并不趋于0）近似代替了微分，因此表现的是平均速度和平均加速度。可以看出，加速度与速度都具有方向和大小，并且即使在同一时刻两者方向也不一定相同。加速度与速度方向平行的分量表示速度大小的变化率（相同则加速，相反则减速），而与速度垂直的分量表示速度方向的变化率（速度矢量转动的角速度）。
在{\displaystyle \Delta t}足够小时，可以将那一小段曲线运动（称作元弧）近似看作直线运动或圆周运动:30。

### 伽利略变换
在经典物理下，即速度远小于光速、研究宏观物体时，可以使用伽利略变换来研究不同参考系间的加速度的联系，簡單來說就是座標間的轉換，但仍有保持一定的不變量:32：
{\displaystyle \mathbf {a} =\mathbf {a} '+\mathbf {a} _{\text{rel}}}
其中，{\displaystyle \mathbf {a} }为物体在参考系{\displaystyle S}下的加速度，{\displaystyle \mathbf {a} '}为物体在参考系{\displaystyle S'}下的加速度，{\displaystyle \mathbf {a} _{\text{rel}}}为参考系{\displaystyle S'}在参考系{\displaystyle S}下的加速度。
考虑站在地面看火车上的人抛出一个小球，这个公式表达：小球相对于地面的加速度{\displaystyle \mathbf {a} }，等于小球相对于火车的加速度{\displaystyle \mathbf {a} '}加上火车相对于地面的加速度{\displaystyle \mathbf {a} _{\text{rel}}}。这个式子是矢量表达式，即三个加速度矢量的方向不在同一条直线上时，要使用矢量加法计算。

### 牛顿第二定律
加速度最主要的应用之一是牛顿第二定律。简单地说，牛顿第二定律表明:57，感受到合外力的作用，物体的加速度与合外力成正比，与质量成反比，加速度方向沿合力方向，在国际单位制中表示为
{\displaystyle \mathbf {F} =m\mathbf {a} }
其中{\displaystyle \mathbf {F} }表示物体所受合外力，{\displaystyle m}为物体质量，{\displaystyle \mathbf {a} }为物体的加速度。
在古典物理下，牛顿第二定律廣泛适用。此外，牛顿第二定律要求所处参考系为惯性参考系。由于经典物理的研究几乎都会或多或少地涉及到物体在力的作用下的运动，又由于牛顿第二定律和伽利略变换极具简洁性，所以，牛顿第二定律是經典動力學裏的重要基礎定律，質點運動亦然。

### 惯性力
當帶質量物體加速時，慣性是物體維持原有運動狀態的傾向，慣性力是對於這傾向的衡量。因為慣性力實際上並不存在，只有原本將該物體加速的作用力實際存在，因此慣性力又稱為假想力。更具體而言，根據牛顿第二定律，
{\displaystyle \sum _{i}\mathbf {F} _{i}=m\mathbf {a} }
其中，{\displaystyle \mathbf {F} _{i}}是第{\displaystyle i}個作用力，{\displaystyle \mathbf {a} }是物體的加速度。
重新編排，可以得到
{\displaystyle \sum _{i}\mathbf {F} _{i}-m\mathbf {a} =0}
設定慣性向量{\displaystyle \mathbf {I} =-m\mathbf {a} }，這物體的動力系統滿足方程式
{\displaystyle \sum _{i}\mathbf {F} +\mathbf {I} =0}
想像這慣性向量為由於加速度運動而產生的一種力，稱為慣性力。因為慣性力與所有作用於這物體的外力的向量總和為零，這動力系統可以視為處於動力平衡狀態。藉著這機制，可以將動力系統約化為靜力系統，用靜力學發展出的方法來解析動力問題:88ff。
惯性力在平日生活中其实很常见，例如，停止不動的火车突然向前方加速，则所有站立乘客都会向後方倾移，這便是惯性力效應，從另外一個角度而言也是為了提供乘客們有足夠的摩擦力來進行移動。

### 加加速度
将位移對于时间进行一阶求导得到了速度，二阶求导得到了加速度。可能会想到，可以通过进行三阶求导来得到一个诸如加加速度的物理量。
在工程学中经常需要用到加加速度，特别是在交通工具设计以及材料等问题。交通工具在加速时将使乘客产生不适感，这种不适感不仅来自于加速度，也与加加速度有关。在这种情况中，加速度反应人体器官在加速度運動時所感受到的力（见牛頓第二定律），加加速度则反应这作用力的变化快慢。较大的加加速度将会使人体产生相当的不适感，例如在电梯升降，汽车、火车等加速和转弯的过程中（在这些情况中加速度和加加速度的效应一般会同时存在）。人體需要時間適應加速度的變化，假若加加速度超過安全標準，則可能會發生像車禍造成的頸部扭傷（whiplash）一類的人體傷害。因而在设计交通工具时加加速度是必须考虑的因素。
在物理學裏，加加速度现在主要应用在混沌理论領域。

### 角加速度
角加速度涉及繞著固定轴轉動的物体，例如，想象一个圆盘和一个垂直固定於其中心的木棍，两隻手合拍住木棍并前後磨擦，造成木棍與圓盤共同轉動（例如，在地上高速旋转的陀螺，绕著固定点轉動）。在圆盘上做一个标记（如一条半径），则繞著固定轴轉動的物体可以简单地用标量角弧（即该标记转动的角弧）來做定量描述。
旋轉運動可以與直线运动相类比：位移、速度、加速度，分别对应於角弧、角速度、角加速度。直线运动中已有的定律和方法可以直接带入，用於旋轉運動，例如，使用已有的匀加速直线运动理论来研究匀角加速度固定轴转动:249。
在国际单位制中，角加速度的单位为弧度每二次方秒（{\displaystyle \mathrm {rad/s^{2}} }）。其定义式为
{\displaystyle \alpha (t)={\frac {\mathrm {d} \omega (t)}{\mathrm {d} t}}={\frac {\mathrm {d^{2}} \theta (t)}{\mathrm {d} t^{2}}}}
其中，{\displaystyle \alpha }為物體角加速度，{\displaystyle \omega }为物体角速度，{\displaystyle \theta }为物体转过的角弧。

## 加速度的分解
处理关于空间加速度矢量的问题，除了直接计算矢量之外，更多的时候可以将加速度按照适当坐标轴分解，即将矢量形式的加速度表示为相互独立的不同方向上的标量的形式。因为标量的计算要容易很多，因此这是解决问题常用的方法。

### 按坐标系分解

#### 平面直角坐标系
在平面直角坐标系中，
{\displaystyle \mathbf {a} (t)=a_{x}(t)\mathbf {i} +a_{y}(t)\mathbf {j} }
其中{\displaystyle \mathbf {i} }和{\displaystyle \mathbf {j} }分别为x、y坐标轴上的单位矢量，皆为常矢量。
这种分解方式的优点在于，形式简便，思维简单；因为单位矢量不会变化，故质点在二个方向上的投影等价于直线运动，并将其叠加，使得问题完全化为代数问题，并且可以直接使用直线运动的已有结论:18。

#### 极坐标系

在極點為O、極軸為L的极坐标系裏，點 、點 的坐標分別以綠色、藍色展示。

在二维空间裡，极坐标系用半径坐标 {\displaystyle r} 、角坐标 {\displaystyle \theta } 来表示質點的位置。半径坐标是極點与質點的直线距离；角坐标是極點与質點的连线对於极轴的角弧。在任意点的两个单位矢量分别为沿半径向外的{\displaystyle \mathbf {e} _{r}}和垂直于半径指向角坐标正方向的{\displaystyle \mathbf {e} _{\theta }}。不論是直角坐標或是極坐標都可以互相來駔變換，坐標和坐標之間有一定的轉換量，使用以方便所在的坐標系為主。
從极坐标 {\displaystyle r} 和 {\displaystyle \theta } 可以计算出直角坐标：
{\displaystyle x=r\cos \theta }
{\displaystyle y=r\sin \theta }
在极坐标系中，位置{\displaystyle \mathbf {r} }、速度{\displaystyle \mathbf {v} }、加速度{\displaystyle \mathbf {a} }分别为
{\displaystyle \mathbf {r} =r\mathbf {e} _{r}}
{\displaystyle \mathbf {v} =r{\frac {\mathrm {d} \theta }{\mathrm {d} t}}\mathbf {e} _{\theta }+{\frac {dr}{\mathrm {d} t}}\mathbf {e} _{r}}
{\displaystyle \mathbf {a} =\left[{\frac {\mathrm {d} ^{2}r}{\mathrm {d} t^{2}}}-r\left({\frac {\mathrm {d} \theta }{\mathrm {d} t}}\right)^{2}\right]\mathbf {e} _{r}+\left(2{\frac {\mathrm {d} r}{\mathrm {d} t}}{\frac {\mathrm {d} \theta }{\mathrm {d} t}}+r{\frac {\mathrm {d} ^{2}\theta }{\mathrm {d} t^{2}}}\right)\mathbf {e} _{\theta }}

##### 极坐标系分解的推导
两个单位矢量{\displaystyle \mathbf {e} _{r}}、{\displaystyle \mathbf {e} _{\theta }}会随质点所处位置不同而变化，并可通过分析得出结论，在质点运动的时候:27
{\displaystyle \mathrm {d} \mathbf {e} _{r}=\mathrm {d} \theta \mathbf {e} _{\theta }}
{\displaystyle \mathrm {d} \mathbf {e} _{\theta }=-\mathrm {d} \theta \mathbf {e} _{r}}
其中，经过微小时间{\displaystyle \mathrm {d} t}後，单位矢量{\displaystyle \mathbf {e} _{r}}、{\displaystyle \mathbf {e} _{\theta }}的微小变化分別為{\displaystyle \mathrm {d} \mathbf {e} _{r}}、{\displaystyle \mathrm {d} \mathbf {e} _{\theta }}。
應用微分的莱布尼兹法则
{\displaystyle {\frac {\mathrm {d} }{\mathrm {d} t}}(a\ b)=a\ {\frac {\mathrm {d} b}{\mathrm {d} t}}+b\ {\frac {\mathrm {d} a}{\mathrm {d} t}}}
在极坐标系下，速度{\displaystyle \mathbf {v} }、加速度{\displaystyle \mathbf {a} }分別為
{\displaystyle {\begin{aligned}\mathbf {v} &={\frac {\mathrm {d} }{\mathrm {d} t}}(r\mathbf {e} _{r})\\&=r{\frac {\mathrm {d} \theta }{\mathrm {d} t}}\mathbf {e} _{\theta }+{\frac {\mathrm {d} r}{\mathrm {d} t}}\mathbf {e} _{r}\\\end{aligned}}}
{\displaystyle {\begin{aligned}\mathbf {a} &={\frac {\mathrm {d} \mathbf {v} }{\mathrm {d} t}}\\&={\frac {\mathrm {d} }{\mathrm {d} t}}\left(r{\frac {\mathrm {d} \theta }{\mathrm {d} t}}\mathbf {e} _{\theta }\right)+{\frac {\mathrm {d} }{\mathrm {d} t}}\left({\frac {\mathrm {d} r}{\mathrm {d} t}}\mathbf {e} _{r}\right)\\&=r{\frac {\mathrm {d} \theta }{\mathrm {d} t}}{\frac {\mathrm {d} \mathbf {e} _{\theta }}{\mathrm {d} t}}+r{\frac {\mathrm {d} ^{2}\theta }{\mathrm {d} t^{2}}}\mathbf {e} _{\theta }+{\frac {\mathrm {d} r}{\mathrm {d} t}}{\frac {\mathrm {d} \theta }{\mathrm {d} t}}\mathbf {e} _{\theta }+{\frac {\mathrm {d} ^{2}r}{\mathrm {d} t^{2}}}\mathbf {e} _{r}+{\frac {\mathrm {d} r}{\mathrm {d} t}}{\frac {\mathrm {d} \mathbf {e} _{r}}{\mathrm {d} t}}\\&=-r\left({\frac {\mathrm {d} \theta }{\mathrm {d} t}}\right)^{2}\mathbf {e} _{r}+r{\frac {\mathrm {d} ^{2}\theta }{\mathrm {d} t^{2}}}\mathbf {e} _{\theta }+{\frac {\mathrm {d} r}{\mathrm {d} t}}{\frac {\mathrm {d} \theta }{\mathrm {d} t}}\mathbf {e} _{\theta }+{\frac {\mathrm {d} ^{2}r}{\mathrm {d} t^{2}}}\mathbf {e} _{r}+{\frac {\mathrm {d} r}{\mathrm {d} t}}{\frac {\mathrm {d} \theta }{\mathrm {d} t}}\mathbf {e} _{\theta }\\&=\left[{\frac {\mathrm {d} ^{2}r}{\mathrm {d} t^{2}}}-r\left({\frac {\mathrm {d} \theta }{\mathrm {d} t}}\right)^{2}\right]\mathbf {e} _{r}+\left(2{\frac {\mathrm {d} r}{\mathrm {d} t}}{\frac {\mathrm {d} \theta }{\mathrm {d} t}}+r{\frac {\mathrm {d} ^{2}\theta }{\mathrm {d} t^{2}}}\right)\mathbf {e} _{\theta }\\\end{aligned}}}

#### 按自然坐标系分解

加速度按自然坐标系分解

假設一個質點移動於二維平面。在質點軌道的任意位置，二維自然坐标系的一个坐标轴方向（切向）保持与軌道切線方向平行，另一个坐标轴方向（法向）則與軌道法線平行。分解按右图。向量可以無限地做拆解，所以只需要選擇對於分析最有利的為主！通常以切線方向和法線方向來分解。
简单地说，加速度的切向分量{\displaystyle a_{\text{t}}}表示速度大小的变化，加速度的法向分量{\displaystyle a_{\text{n}}}表示速度方向的变化，即
{\displaystyle a_{\text{t}}={\frac {\mathrm {d} v}{\mathrm {d} t}}}
{\displaystyle a_{\text{n}}={\frac {v^{2}}{\rho }}}
其中，{\displaystyle v}为此时刻的速度大小，{\displaystyle \rho }为此时刻的曲率半径:24。

### 按功能分解

#### 匀速圆周运动 向心加速度

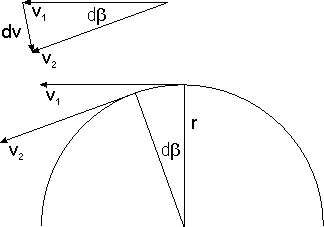
在匀速圆周运动中，速度大小不改变，方向不停改变，需要保持垂直于其切向的加速度来改变方向。

若质点以不变的速率（速度大小）沿著圆周繞著圆心运动，则质点呈匀速圆周运动，质点具有向心加速度{\displaystyle \mathbf {a} _{n}}，其方向保持沿半径方向向裏（因此不断变化），大小为
{\displaystyle a_{\text{n}}=\omega ^{2}r={\frac {v^{2}}{r}}}
其中，{\displaystyle \omega }是角速度。
這公式也可以从极坐标系分解中，代入与匀速圆周运动相关的特殊值得到。更一般的情况下（非匀速圆周运动），以矢量来表示，
{\displaystyle \mathbf {a} _{\text{n}}=\mathbf {\omega } \times (\mathbf {\omega } \times \mathbf {r} )}
在矢量式中，令沿半径向外为正。在平面的情况下，该矢量式約化为上述标量式，这时会得到一个负号，通常以圓座標來表示最為合適。
假设，在一根绳子的一端系上一个小物体（比如石頭），另一端握在手中，大致保持手不动而水平旋转，则手会明確地感受到绳子的拉力，该拉力的反作用力在绳子的另一端表現為向心力，提供小物体的向心加速度。当转得越快，向心力会越大，可以定性地验证上述向量式。从这个实验，可以看出，向心加速度总是使物体趋向于朝著圆心做运动；如果没有绳子施予向心力，物体一定会飞奔出去。
再舉一个例子，在游乐场的巨大旋转圆盘上，大部分遊客都會站立不稳，总是会向外摔倒，這是因為缺乏向心力施予於遊客。在旋转圆盘的非惯性系中，遊客會感受到慣性力，但由於缺乏向心力，無法達成平衡狀態，因此被向外“甩”出去:96-100，這慣性力又稱為离心力，人们以这个原理制成了离心机。
上述公式不但對於从匀速圆周运动成立，也可以應用於各种圆周运动、甚至任意曲线运动，只是上述的{\displaystyle v}和{\displaystyle \omega }应理解为该时刻的瞬时物理量，{\displaystyle r}应以曲率半径{\displaystyle \rho }替代，表示的是物体的加速度在垂直于路径方向的分量。

##### 向心加速度的推导
如勻速圓周運動圖所示，某一时刻质点速度为{\displaystyle \mathbf {v} _{1}}，极短时间{\displaystyle dt}过后，质点沿圆周前行，速度变成{\displaystyle \mathbf {v} _{2}}。因为是匀速圆周运动，速度大小保持为{\displaystyle v}，但方向会保持与圆相切（垂直于半径{\displaystyle r}），不断改变。关注图的左上部分，当{\displaystyle \beta }使用弧度值时，速度大小的改变{\displaystyle dv}在{\displaystyle d\beta }极小时近似于{\displaystyle vd\beta }，方向大约沿半径向裏，则该段时间内的平均加速度大小为:23
{\displaystyle a_{\text{n}}=v{\frac {\mathrm {d} \beta }{\mathrm {d} t}}=v\omega }
其中，角速度{\displaystyle \omega ={\frac {\mathrm {d} \beta }{\mathrm {d} t}}}。
以上“近似”在{\displaystyle dt\to 0}时精确成立。又因为
{\displaystyle v=\omega r}
所以，
{\displaystyle a_{\text{n}}=\omega ^{2}r={\frac {v^{2}}{r}}}

#### 科里奥利效应

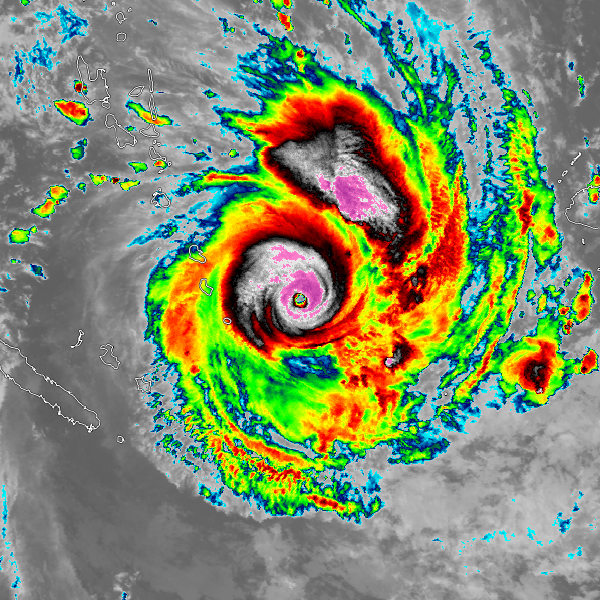
氣旋溫斯頓接近初始峰值强度時的紅外線衛星雲圖。由於科里奧利力影響，風暴以順時針方向旋轉

給定固定参考系S與旋轉参考系S'，從固定参考系S觀察，旋轉参考系S'以勻角速度轉動。移動於旋轉参考系S'的質點因為運動速度而產生的偏轉效應，稱為「科里奥利效应」，這是為紀念法国科学家贾斯帕-古斯塔夫·科里奥利而命名。
舉例而言，設想一个巨大的圆盘在地上绕著定點匀角速度轉動（定點運動），而這定點為圆盤的圆心，在圆盘上沿半径方向有一个直导轨，一个物体被限制在导轨上运动，从圆心匀速向外移动。從地上（固定參考系）觀察，物體的軌跡不是一条直线，而是一条弧形或者螺旋形路线，物体也會感受到導軌的約束力，其方向垂直於導軌，並且指向圆盘旋轉方向（不是角速度向量的方向），這約束力促使物體朝著圆盘旋轉方向加速，使物體的軌跡呈弧形或螺旋形。從圓盤（旋轉坐標系）觀察，物體所感受到的科里奥利力會與導軌施予的約束力相抵消，因此，物體只會呈直線運動。假若，導軌不存在，則物體會逆著圆盘旋轉方向以科里奥利加速度運動。
在科里奥利效应裏，参考系S'的物體的柯里奧利加速度與感受到的科里奥利力分別為:100-103
{\displaystyle \mathbf {a} _{\text{cor}}=-2{\boldsymbol {\Omega }}\times \mathbf {v} }
{\displaystyle \mathbf {F} _{\text{cor}}=-2m{\boldsymbol {\Omega }}\times \mathbf {v} }
其中{\displaystyle \mathbf {a} _{\text{cor}}}为科里奥利加速度，{\displaystyle {\boldsymbol {\Omega }}}为参考系S'在参考系S中的角速度矢量，{\displaystyle \mathbf {v} }为物体在参考系S'中的速度矢量。
在气象学裏，科里奥利力使得熱帶氣旋在沒有強引導氣流影響下移向兩極。 熱帶氣旋靠近兩極部分含有東風，科里奥利力會將東風拉向兩極；靠近赤道部分含有西風，科里奥利力會將西風拉向赤道。在地球上越接近赤道科里奥利力會越弱，所以科里奥利力影響熱帶氣旋靠近兩極部分會較靠近赤道部分為多。因此，在沒有其他引導氣流抵消科里奥利力的情況下，北半球的熱帶氣旋一般會向北移動，而南半球的熱帶氣旋則會向南移動。
科里奥利力也會開啟氣旋系統的旋轉，但驅動高速度旋轉的主要因素，不是科里奥利力，而是凝結熱。

#### 欧拉力
給定固定参考系S與旋轉参考系S'，從固定参考系S觀察，旋轉参考系S'以非勻角速度{\displaystyle {\boldsymbol {\Omega }}}轉動。從旋轉参考系S'觀察，物體因這非勻角速度而感受到的虛設力（fictitious force）稱為「歐拉力」，產生的加速度稱為「歐拉加速度」。歐拉力{\displaystyle \mathbf {F} _{\text{Euler}}}與歐拉加速度{\displaystyle \mathbf {a} _{\text{Euler}}}之間的關係式為
{\displaystyle \mathbf {F} _{\text{Euler}}=m\mathbf {a} _{\text{Euler}}}
設想一个巨大的圆盘在地上绕著定點轉動，而這定點為圆盤的圆心。在圓盤的非圆心位置固定一个物体。圆盘呈非勻角速度運動，則從旋轉参考系S'觀察，延著物体的圓形軌跡切向（不是角速度向量的方向），此物体的受力是歐拉力。
欧拉加速度的一般公式为:100-103
{\displaystyle \mathbf {a} _{\text{Euler}}=-{\frac {\mathrm {d} {\boldsymbol {\Omega }}}{\mathrm {d} t}}\times \mathbf {r} }
其中，{\displaystyle \mathbf {r} }是物體在旋轉参考系S'的位置。
欧拉力为:100-103
{\displaystyle \mathbf {F} _{\text{Euler}}=-m{\frac {\mathrm {d} \mathbf {\Omega } }{\mathrm {d} t}}\times \mathbf {r} }

## 几种特殊的运动
以下为几种特殊的运动，因为在不同的模型下质点常被不同地近似处理，并且可以得出的结论较之上面的积分式常能极大地简省计算量，故有研究的价值。最常運用的就是拋體運動，以及自由落體。

### 匀速直线运动
若某质点保持加速度{\displaystyle a=0\,\!}，则其速度{\displaystyle \mathbf {v} \,\!}的大小和方向不会变化，质点将保持在同一直线上以同一速率（速度大小）运动，这种运动被称作匀速直线运动。特殊地，若速度{\displaystyle v=0\,\!}，则质点静止。
匀速直线运动主要出现在牛顿第一定律中，该定律表示：“不受任何力或受合力为零的物体作匀速直线运动。”由于自然界中大部分力的随距离增大而减小，故离所有其它物体足够远的某一物体的运动能够在足够的精度下被近似为匀速直线运动。这种近似常被用于寻找惯性参考系和粒子物理学的运算当中。

### 匀变速直线运动

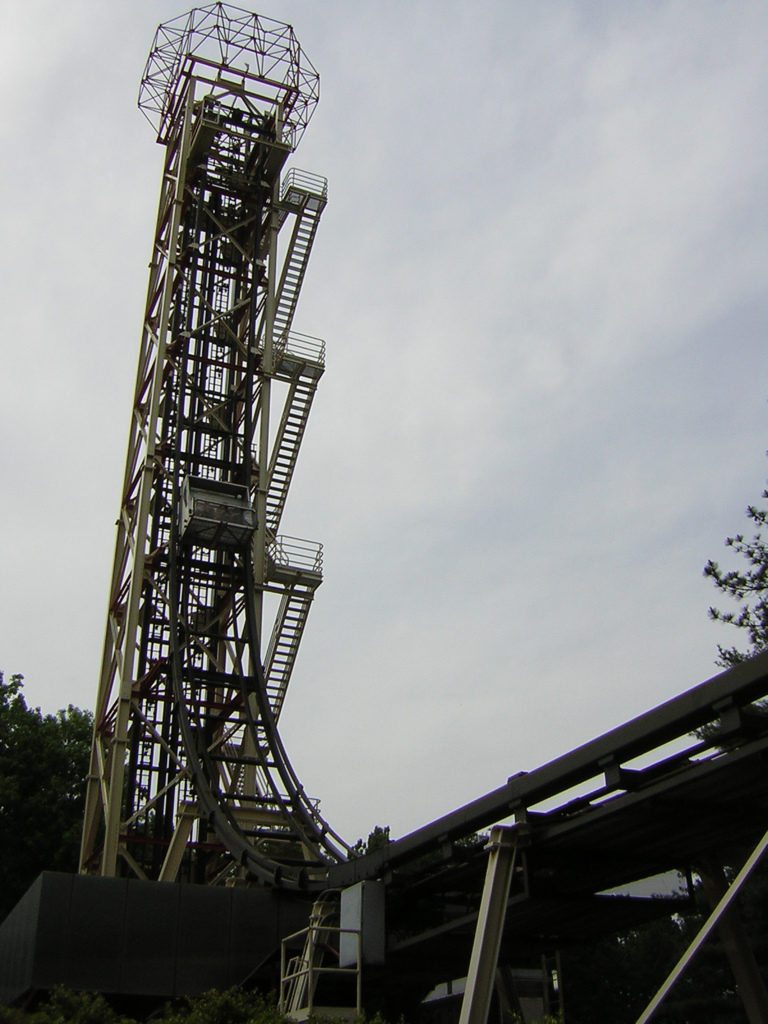
位于乔治亚州的六旗主题公园的自由落体机，从高达数十米的地方由静止释放，长长的途中几乎只受到重力，近似为自由落体运动，使得乘客落到地面附近时拥有极高的速度。

若某作质点作直线运动并保持加速度{\displaystyle a\,\!}恒定，则质点作匀变速直线运动。在这种情况下，若{\displaystyle t=0\,\!}时刻速度为{\displaystyle v_{0}\,\!}，{\displaystyle t\,\!}时刻速度为{\displaystyle v(t)\,\!}，位移为{\displaystyle s(x)\,\!}，则可由上面积分式得出
{\displaystyle v(t)=v_{0}+at\,.}
{\displaystyle {\begin{aligned}s(t)&=v_{0}t+{\frac {1}{2}}at^{2}\\&={\frac {v(t)+v_{0}}{2}}t\\\end{aligned}}}
以及得出
{\displaystyle a={\frac {v(t)^{2}-v_{0}^{2}}{2s(t)}}}

#### 自由落体运动 重力加速度
自由落体运动是指初速度为0，加速度恒为竖直向下

的重力加速度g的运动，在地球上大约有{\displaystyle g=9.8\operatorname {m\cdot s^{-2}} }。自由落体运动是匀变速直线运动的一种特殊情况。自由落体运动是将地球上的物体下落的状况进行理想化的抽象模型，当物体在地面附近，且所受空气阻力远小于其重力时，在一定精度内可被视作自由落体运动。

### 加速度恒定的运动
加速度是一个矢量，因此“加速度恒定”暗示加速度的大小和方向都不随时间变化。

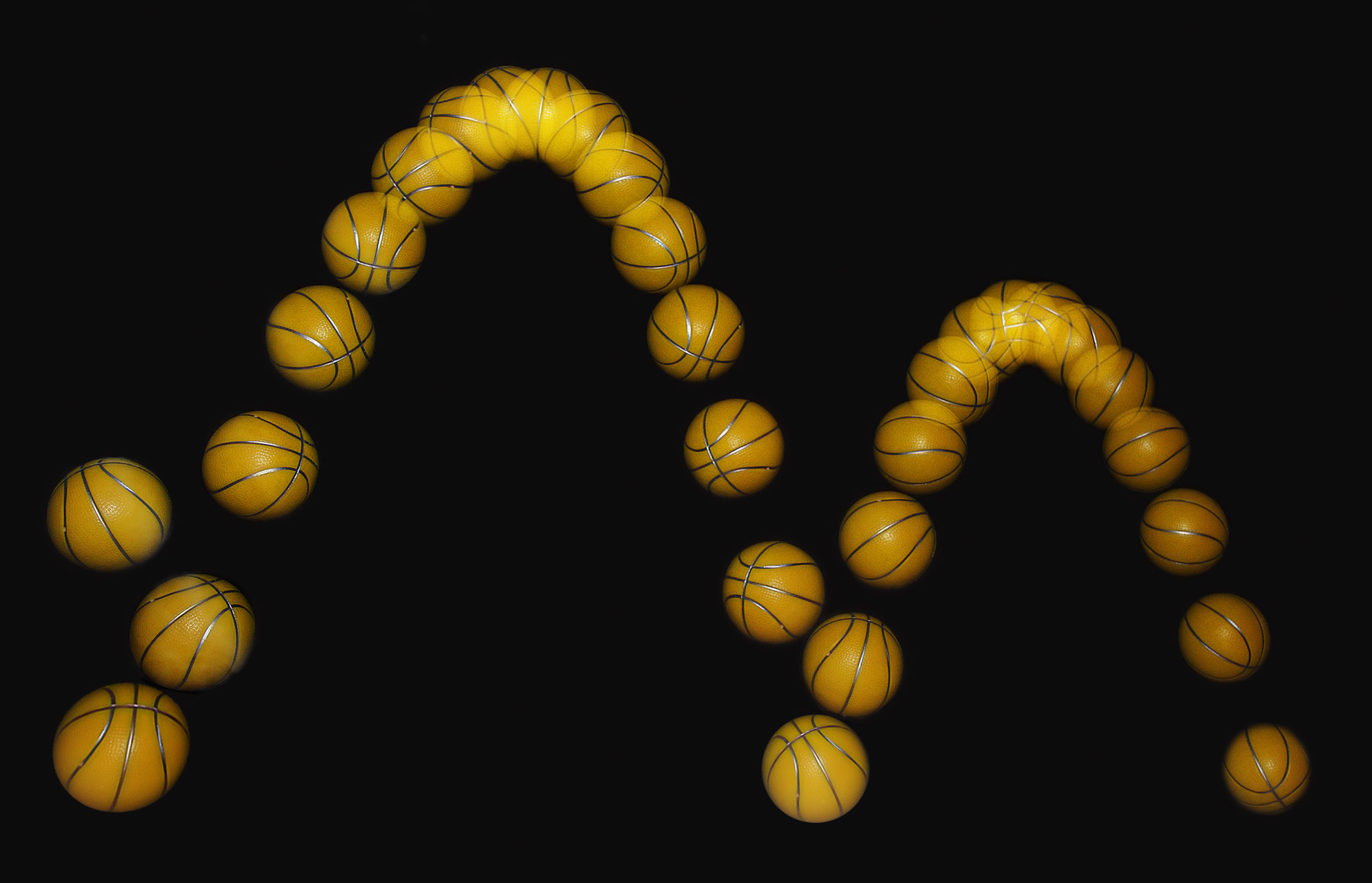
一个从左向右被抛出的篮球是如何在重力下运动的（抛体运动）。相邻两个球影之间有相同的时间间隔。

当加速度{\displaystyle \mathbf {a} \,}与速度{\displaystyle \mathbf {v} \,}不在同一条直线上时，选取适当的坐标系，可以将其按照平面直角坐标系分解，使质点的运动在其中一个坐标轴上的投影为匀速直线运动，另一个方向上为匀变速直线运动。根据独立作用原理，两者的合运动（即质点的轨迹）为一条抛物线的一部分。

#### 抛体运动
抛体运动具体包括平抛运动和斜（上、下）抛运动，和自由落体运动类似，它是在地球上向不同方向抛出的物体在忽略空气阻力的情况下的运动状况进行理想化的抽象模型。物体拥有一个非竖直方向的不为零初速度{\displaystyle \mathbf {v_{0}} \,\!}，和竖直向下、大小恒定为重力加速度g的加速度，落地前的轨迹为一条抛物线的一部分。这也正是抛物线名字的由来。

### 简谐运动
再一个例子是简谐运动，即质点在正弦或余弦函数形式下的一维运动，一般形式为
{\displaystyle x=A\cos(\omega t+\phi _{0})\,.}
其中，{\displaystyle A\,}为振幅，{\displaystyle \omega \,}为角频率，{\displaystyle \phi _{0}\,}为初相位。将其对时间求导后可得出
{\displaystyle v=-A\omega \sin(\omega t+\phi _{0})\,}
{\displaystyle a=-A\omega ^{2}\cos(\omega t+\phi _{0})}
由此也可以得出一些有趣的结论，如在任一时刻，
{\displaystyle a=-x\omega ^{2}\,}
{\displaystyle A^{2}=\left({\frac {a}{\omega ^{2}}}\right)^{2}+\left({\frac {v}{\omega }}\right)^{2}\,}

## 加速度的应用

### 电磁辐射
加速度的另一个重要应用之处是带电粒子的电磁辐射（即手机和收音机使用所需要的信号来源）。通过对麦克斯韦方程组的研究，可以将带电粒子产生电磁辐射的规律概括性地定性总结为：带电粒子的加速度产生电磁辐射，并且电磁辐射的强度和加速度大小正相关。电磁辐射常见于用带电粒子的碰撞实验中。这类实验的一个早期著名例子是卢瑟福用电子碰撞金箔的实验，这个实验导致了对原子结构的深入探索。而这类实验至今广泛见于在各种大型粒子對撞機中，带电粒子以很高的速度运动，经受撞击后变慢、静止甚至反弹回来，这个过程中显然速度发生剧烈改变，一定经受了加速度不为零的过程，也一定会放出辐射。这样产生的辐射被称为轫致辐射。
加速度产生电磁辐射的另一个很典型的例子是回旋加速器（回旋辐射）。带电粒子在回旋加速器中作圆周运动，每半圈加速一次，同时运动半径增大从而形成螺旋轨道，最后以很高的速度射出。圆周运动需要向心加速度来维持，当速度相当高时，加速度太大以至于因为电磁辐射损失的能量过多，导致回旋加速器实际对粒子的加速作用有上限。光速可比拟时，这时因为相对论效应而需使用同步加速器。这样产生的光能量高、偏振高，并且集中在一个很小的锥角里（相对论效应导致的前灯效应），因此是很好的大型物理用同步輻射光源。

### 狭义相对论
狭义相对论用于速度可以和光速相比拟时的运动，并且要求参考系是惯性系。在狭义相对论中，加速度的定义没有改变。然而，由于在狭义相对论中，不同的参考系有不同的时间和空间度量标准，即当前参考系中的加速度为当前参考系中的位移对当前参考系中的时间的二阶导数，因此在参考系变换（洛伦兹变换）时变得复杂很多。
设有两个参考系{\displaystyle S}、{\displaystyle S'}，在空间直角坐标系中，三个坐标轴相对应平行，在{\displaystyle t=t'=0}时刻两坐标系原点对齐，在{\displaystyle S}中{\displaystyle S'}以速率{\displaystyle v}沿x正方向运动。
同一事件在两个参考系中的時空坐標{\displaystyle (x,y,z,t)}、{\displaystyle (x',y',z',t')}變换如下：
{\displaystyle {\begin{cases}x=\gamma (x'+vt)\\y=y'\\z=z'\\t=\gamma \left(t'+{\cfrac {v}{c^{2}}}x\right)\\\end{cases}}}
其中，單撇符號 {\displaystyle '} 标示该物理量是在 {\displaystyle S'}下的测量，{\displaystyle \gamma ={\tfrac {1}{\sqrt {1-{\frac {v^{2}}{c^{2}}}}}}} 是勞侖茲因子，用{\displaystyle \left(u_{x},u_{y},u_{z}\right)}表示一质点的速度，{\displaystyle \left(a_{x},a_{y},a_{z}\right)}表示其加速度。表示定义式如下
{\displaystyle {\begin{cases}{\cfrac {\mathrm {d} x}{\mathrm {d} t}}=u_{x}\\{\cfrac {\mathrm {d} u_{x}}{\mathrm {d} t}}=a_{x}\end{cases}}}
y、z方向的定义式与之类似。综合该定义式，利用坐标转换的t部分，将坐标转换的x、y、z连续两次进行一阶求导:501。
通过展开，可以得到
{\displaystyle {\begin{cases}a_{x}={\cfrac {a'_{x}}{\gamma ^{3}\left(1+{\frac {vu'_{x}}{c^{2}}}\right)^{3}}}\\a_{y}={\cfrac {1}{\gamma ^{2}}}\left[{\cfrac {a'_{y}}{\left(1+{\frac {vu'_{x}}{c^{2}}}\right)^{2}}}-{\cfrac {{\frac {vu'_{y}}{c^{2}}}a'_{x}}{\left(1+{\frac {vu'_{x}}{c^{2}}}\right)^{3}}}\right]\\a_{z}={\cfrac {1}{\gamma ^{2}}}\left[{\cfrac {a'_{z}}{\left(1+{\frac {vu'_{x}}{c^{2}}}\right)^{2}}}-{\cfrac {{\frac {vu'_{z}}{c^{2}}}a'_{x}}{\left(1+{\frac {vu'_{x}}{c^{2}}}\right)^{3}}}\right]\\\end{cases}}}
其中，{\displaystyle \gamma =1/{\sqrt {1-v^{2}/c^{2}}}} 是勞侖茲因子。

假想实验：站在两种封闭电梯厢中两个人，无法分辨球的加速度是由惯性力还是真正的引力施加的。

可以看出，在狭义相对论中，加速度的变换公式冗长而复杂，各分量的公式也极不相似。再加上如果要考虑到力，虽然{\displaystyle \mathbf {F} =m\mathbf {a} }仍然成立，但质量也会变得随参考系的不同而不同。以上原因导致加速度在牛顿力学中那种因为简洁而具有的优越性，在狭义相对论中不复存在，必須使用更有功能的數學工具，即張量分析:501。

### 广义相对论
在广义相对论中和在量子力学中，大都是从能量、动量等的角度出发（类似于分析力学），而很少会像牛顿第二定律一样涉及到作用力；实际上，即使在需要表示出“位移的二阶导数”这一个量的时候，会趋向于直接使用{\displaystyle {\ddot {x}}}，等价于{\displaystyle {\frac {\mathrm {d} ^{2}x}{\mathrm {d} t^{2}}}}，来求解微分方程。因此，加速度在进階理论中較少被用到。
运用到加速度的其中一个例子是等效原理，简单地说:523，它叙述了观测者不能在局部的区域内分辨出由加速度所产生的惯性力或由物体所产生的引力。比如，观测者站在地球上静止的电梯厢中向前方抛球，球会向下坠落，是因为地球的引力；而在远离任何星体的宇宙中的一个电梯厢，在以重力加速度{\displaystyle g}向上（定义观测者踩到的地面为下）加速运动时，观测者抛出一个球，仍然会向“下”坠落，是因为惯性力。作为在封闭电梯厢中的观测者无法分辨这两种情况，爱因斯坦据此提出，引力与惯性力等价。等效原理是广义相对论中的支柱性原理之一。